# Pamela Bellwood
Pamela Bellwood, Bellwood Wheeler da sposata (New York City, 26 giugno 1951), è un'attrice televisiva statunitense.

## Biografia
Attrice di raffinata bellezza nota al pubblico internazionale per il ruolo ricorrente della fragile Claudia Barrows Blaisdel Carrington, personaggio di rilievo del serial TV statunitense Dynasty, trasmesso inizialmente su Rete 4 negli anni ottanta. Abbandona Dynasty nel 1986 con un'uscita di scena spettacolare, cioè vittima del tremendo incendio allo storico albergo La Mirage, causato involontariamente da lei stessa.
Ha studiato recitazione con Sanford Meisner alla New York Playhouse.
Nella vita è sposata col fotografo Nik Wheeler e continua a recitare in molti film per la tv.

## Filmografia

### Cinema
- Panico nello stadio (Two-Minute Warning), regia di Larry Peerce (1976)
- Airport '77, regia di Jerry Jameson (1977)
- Serial, regia di Bill Persky (1980)
- Hangar 18, regia di James L. Conway (1980)
- The Incredible Shrinking Woman, regia di Joel Schumacher (1981)
- Ork, regia di John Carl Buechler (1988)
- Le zombi de Cap-Rouge, regia di Simon Robidoux (1997)
- The Gardener, regia di James D.R. Hickox (1998)
- Joseph's Gift, regia di Philippe Mora (1998)
- Family Secrets, regia di Sally Champlin (2001)
- Going Shopping, regia di Henry Jaglom (2005)

### Televisione
- Mannix – serie TV, 2 episodi (1970-1975)
- Ironside – serie TV, 1 episodio (1974)
- The Wide World of Mystery – serie TV, 2 episodi (1974)
- Nourish the Beast, regia di Norman Lloyd – film TV (1974)
- Un amore di contrabbasso (Paul Sand in Friends and Lovers) – serie TV, 1 episodio (1974)
- Rhoda – serie TV, 1 episodio (1974)
- Sulle strade della California (Police Story) – serie TV, 1 episodio (1975)
- Matt Helm – serie TV, 1 episodio (1975)
- Baretta – serie TV, 1 episodio (1975)
- Cannon – serie TV, 1 episodio (1975)
- The Nancy Walker Show – serie TV, 1 episodio (1976)
- Visions – serie TV, 1 episodio (1976)
- Serpico – serie TV, 1 episodio (1977)
- Emily, Emily, regia di Marc Daniels – film TV (1977)
- Un trio inseparabile (Westside Medical) – serie TV, 1 episodio (1977)
- Love Boat (The Love Boat) – serie TV, 1 episodio (1977)
- Big Hawaii – serie TV, 1 episodio (1977)
- Hallmark Hall of Fame – serie TV, 1 episodio (1977)
- Deadman's Curve, regia di Richard Compton – film TV (1978)
- Switch – serie TV, 1 episodio (1978)
- W.E.B. – serie TV, 5 episodi (1978)
- Hagen – serie TV, 1 episodio (1980)
- Dynasty – serie TV, 119 episodi (1981-1986)
- Insight – serie TV, 1 episodio (1982)
- The Wild Women of Chastity Gulch, regia di Philip Leacock – film TV (1982)
- Cocaine: One Man's Seduction, regia di Paul Wendkos – film TV (1983)
- Baby Sister, regia di Steven Hilliard Stern – film TV (1983)
- Cianuro a colazione (Sparkling Cyanide), regia di Robert Michael Lewis – film TV (1983)
- Choices of the Heart, regia di Joseph Sargent – film TV (1983)
- Detective per amore (Finder of Lost Loves) – serie TV, 1 episodio (1984)
- Notte di terrore (Deep Dark Secrets), regia di Robert Michael Lewis – film TV (1987)
- Calde voglie insaziabili (Double Standard), regia di Louis Rudolph - film TV (1988)
- Ai confini della realtà (The Twilight Zone) – serie TV, episodio 3x24 (1989)
- Boon – serie TV, 2 episodi (1989)
- La signora in giallo (Murder, She Wrote) – serie TV, episodi 5x10, 10x20 (1989-1994)
- Una famiglia come le altre (Life Goes On) – serie TV, 1 episodio (1992)
- Heartless - Visioni di un omicidio (Heartless), regia di Judith Vogelsang – film TV (1997)
- Women: Stories of Passion – serie TV, 1 episodio (1999)
- Criminal Minds  - serie TV, episodio 8x19 (2013)

## Doppiatrici italiane
Nelle versioni in italiano dei suoi film, Pamela Bellwood è stata doppiata da:
- Vittoria Febbi in Airport '77
- Anna Rita Pasanisi in Dynasty
- Rosalba Caramoni in Cianuro a colazione
- Cinzia De Carolis in La signora in giallo (ep.5x10)
- Stefanella Marrama in La signora in giallo (ep.10x20)
- Valeria Perilli in Criminal Minds